# Duchesne (Utah)
Duchesne város az Amerikai Egyesült Államok Utah államában, Duchesne megyében, melynek megyeszékhelye is. Lakosainak száma 1588 fő (2020. április 1.).